# Emanuel Lodewijk Elte
Emanuel Lodewijk Elte (* 16. März 1881 in Amsterdam; † 9. April 1943 in Sobibor) war ein niederländischer Mathematiker.
Sein Vater war Schulrektor in Amsterdam und auch Elte war Schullehrer in Amsterdam (Mathematik, Physik). 1912 heiratete er. Später lebte er in Haarlem. Nachdem ein deutscher Offizier am 30. Januar 1943 auf einer Straße in Haarlem erschossen wurde, wurden zur Vergeltung hundert Einwohner von Haarlem ins Konzentrationslager Vught gebracht, darunter Elte mit seiner Familie (seine Frau Rebecca und zwei Kinder). Er wurde von dort nach Westerbork und von da ins Vernichtungslager Sobibor verbracht, wo er und seine Frau ermordet wurden. Seine Kinder starben in Auschwitz.
Er klassifizierte 1912 semireguläre Polytope in n Dimensionen, wie schon etwas eingeschränkter Thorold Gosset im Jahr 1900 in England. Seine Ergebnisse wurden auch von H. S. M. Coxeter wiedergefunden.

## Schriften
- The semiregular polytopes of hyperspaces (Dissertation), Groningen 1912